# Абеле Бланк
Абеле Бланк (італ. Abele Blanc; нар. 2 вересня 1954, Аоста) — італійський альпініст. 2011 року став 22-м горосходжувачем, що підкорив всі 14 найвищих вершин світу; протягом 1992—2011 рр.